# НВО Енергомаш

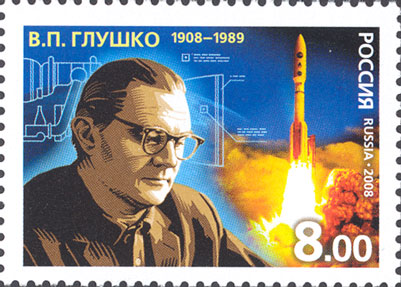
Валентин Петрович Глушко

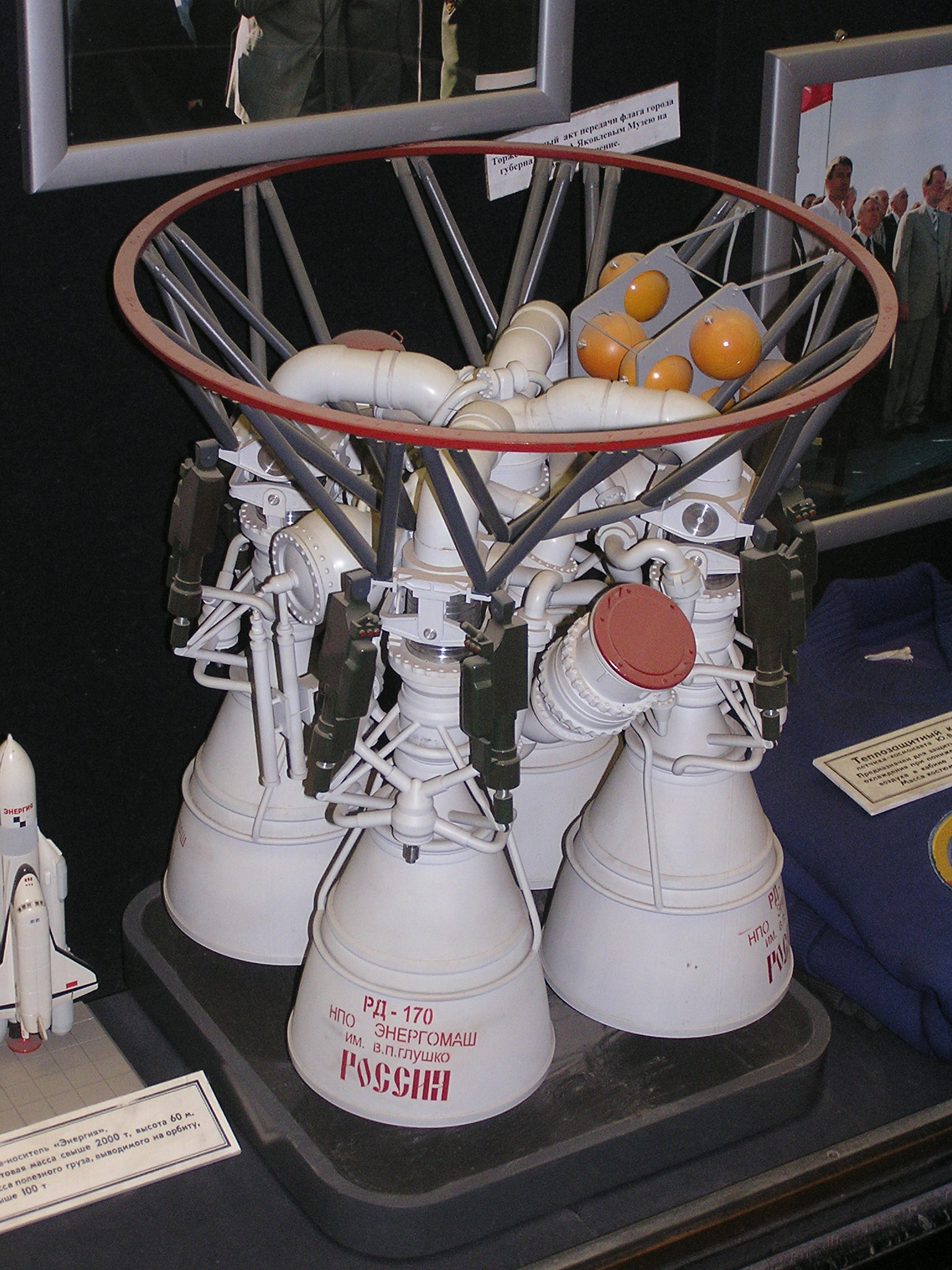
Модель двигуна РД-170 разробки «Енергомашу»

АТ «НВО Енергомаш імені академіка В. П. Глушка» (рос. АО «НВО Энергомаш имени академика В. П. Глушко») — російське підприємство, розробник і виробник рідинних ракетних двигунів.
Основна продукція — двигуни для перших і других ступенів ракет. Підприємство розташоване в місті Хімки в Московської області.

## Історія
Засноване 1929.
13 травня 1946 після виходу Постанови РМ СРСР № 1017—419сс «Питання реактивного озброєння» підприємству, яке тоді називалося «авіазавод № 456», було доручено створення рідинного ракетного двигуна. Головним конструктором підприємства був призначений Валентин Глушко.
У січні 1996 року НВО, перемігши в конкурсі на розробку двигуна для модернізованої РН «Атлас», що проводиться американською фірмою Lockheed Martin, почало розробку двигуна РД-180. Цей двигун вважається одним з найкращих двигунів у світі за своїми параметрами, і одним з найбільш надійних.

## Двигуни
- РД-107 і РД-108(інші мови) — двигуни перших двох ступенів ракет сімейства Р7
- РД-120 — двигун другого ступеня РН «Зеніт-2»
- РД-170/РД-171 — двигуни першого ступеня РН «Енергія» і «Зеніт-2». Найпотужніші в світі РРД (на 2016 рік).
- РД-180 — двигуни першого ступеня РН «Atlas V» і «Русь-M»
- РД-191 — двигуни першого ступеня РН сімейства «Ангара»
- РД-253(інші мови) — двигуни першого ступеня РН «Протон»

У НВО Енергомаш прийняті і використовуються наступні умовні позначення РРД:
- Кисневі РРД — клас РД-1ХХ;
- Довгозберігаючі (азотна кислота, азотний тетроксид) РРД — клас РД-2ХХ;
- Фторові РРД — клас РД-3хх;
- ядерні РД — клас РД-4хх;
- Перекисьводневі РРД — клас РД-5хх;
- ядерні ЕУ — клас РД-6хх;
- Трикомпонентні РРД — клас РД-7хх.

У серійне виробництво НВО Енергомаш передано 60 РРД власної розробки. Низку двигунів експлуатують у складі міжконтинентальних балістичних ракет і космічних ракет-носіїв.

## Керівництво
- Віталій Петрович Радовський (1920—2001) — заступник Генерального конструктора, Головний конструктор і начальник КБ — з 11 липня 1974 року по 14 березня 1991 року.
- Борис Іванович Каторгин — Генеральний директор і головний конструктор — з 14 березня 1991 року по 11 березня 2005 року.
- Пирогов Микола Анатолійович — Генеральний директор з 11 березня 2005 року по 27 квітня 2009 року.
- Дмитро Пахомов був керівником НВО в період 2009—2010 років, коли підприємство стало збитковим через махінації керівництва[8].
- З 4 жовтня 2010 року керуючою компанією НВО є РКК «Енергія»[9].
- З вересня 2015 року посаду генерального директора підприємства Займає Ігор Олександрович Арбузов[10][11].

## Події
У грудні 2011 року проекту група блогерів відвідала територію НВО, виявивши, що частину паркану по периметру відсутня. Опублікований ними звіт про похід викликав інтерес ФСБ.